# Кривенко Віктор Васильович (військовик)
Кривенко Віктор Васильович (11 листопада 1877, ? — після 1922, ?) — начальник корпусу Дієвої Армії УНР.

## Життєпис
Закінчив Темір-Хан-Шурське реальне училище, Київське піхотне юнкерське училище у 1898 році, служив у 39-й артилерійській бригаді у місті Александропіль. Закінчив Миколаївську академію Генерального штабу за 1-м розрядом у 1906 році. З 26 листопада 1908 року — старший ад'ютант штабу 21-ї піхотної дивізії. З 1913 року — підполковник, штатний викладач Імператорської Миколаївської військової академії. Брав участь у Першій світовій війні. Восени 1917 року — начальник штабу 25-го армійського корпусу. Останнє звання у російській армії — полковник.
Навесні 1918 року з частиною управління 25-го корпусу перейшов на службу УНР (корпус перейменовано на 1-й Волинський), обійняв посаду начальника штабу корпусу. 29 жовтня 1918 року звільнений зі служби. З початком протигетьманського повстання повернувся на посаду начальника штабу 1-го Волинського кадрового корпусу, значна частина якого підтримала Директорію. З 30 грудня 1918 року до 13 січня 1919 року — командувач 1-го Волинського корпусу Дієвої Армії УНР.
У 1922 року перебував у еміграції у королівстві Югославія.
Подальша доля невідома.